# Louis Asseline
Pour les articles homonymes, voir Asseline.
Alexandre-Louis-Guillaume Asseline, dit Louis Asseline, né à Versailles le 31 octobre 1829 et mort le 6 avril 1878 à Paris, est un homme de lettres français, principal représentant de la Libre-pensée scientifique et matérialiste avec Albert Regnard et Auguste Coudereau sous le Second Empire puis homme politique durant les premières années de la Troisième République.

## Biographie
Alexandre-Louis-Guillaume Asseline est le fils de Guillaume-Michel Asseline, distillateur, et de Françoise Launay.
Élève du lycée Charlemagne, où il a François Hugo pour camarade, il fait son droit avant d'être reçu avocat en 1851. Il se retire ensuite à la campagne, où il se consacre à l'étude et s'occupe d'agriculture.
Auparavant, alors qu'il résidait à Tours, il s'est vu décerner une médaille d'encouragement par une académie de province pour un mémoire sur Scarron.

### Sous le Second Empire
De retour à Paris en 1858, Louis Asseline entre chez Hachette, où il est chargé de diriger la publicité ainsi que les relations de cette maison d'édition avec la presse.
En 1865, il prononce plusieurs conférences à la salle de la rue de la Paix, sur le roman moderne (conférence dans laquelle il signale des romanciers alors peu connus tels qu'André Léo et Erckmann-Chatrian), sur Agrippa d'Aubigné et, surtout, sur le philosophe Diderot, dont il est un grand admirateur.
En 1866, Asseline est l'un des cofondateurs, avec Clemenceau, Regnard, Naquet et le docteur Onimus, de l'éphémère Revue encyclopédique, dont la censure du Second Empire empêche la parution du deuxième numéro. La même année, il fonde avec les docteurs Coudereau et Letourneau l'hebdomadaire La Libre pensée, dont le premier numéro paraît le 21 octobre. À la suite d'un article de Regnard, ce dernier est condamné à six mois de prison et le journal est supprimé dès février 1867. Il change donc de nom pour reparaître à partir du 19 mai suivant (et jusqu'au 9 mai 1869) sous le titre La Pensée nouvelle. Asseline et ses amis y développent une philosophie matérialiste au service de la libre-pensée. Il est donc l'un des inspirateurs du courant anticlérical très présent dans une partie de l'opposition républicaine au Second Empire puis dans le mouvement radical.
À la même époque, il devient la cheville ouvrière de la publication de l'Encyclopédie générale, qui sera interrompue après sa 19e livraison par la guerre de 1870 et cessera de paraître en 1871. Il collabore également à plusieurs journaux, assurant la critique littéraire et philosophique à La Gironde (de Bordeaux), à L'Universel de Ducuing, à La Tribune de Pelletan et Lavertujon ou encore au Progrès du Nord (de Lille). En 1869, il fonde la Correspondance libérale (dite « correspondance Asseline »), destinée à alimenter les journaux républicains de province (tels que La France républicaine de Lyon), et dont l'un des principaux rédacteurs sera Louis Mullem (1836-1908), futur collaborateur de La Justice.

### Sous la Troisième République

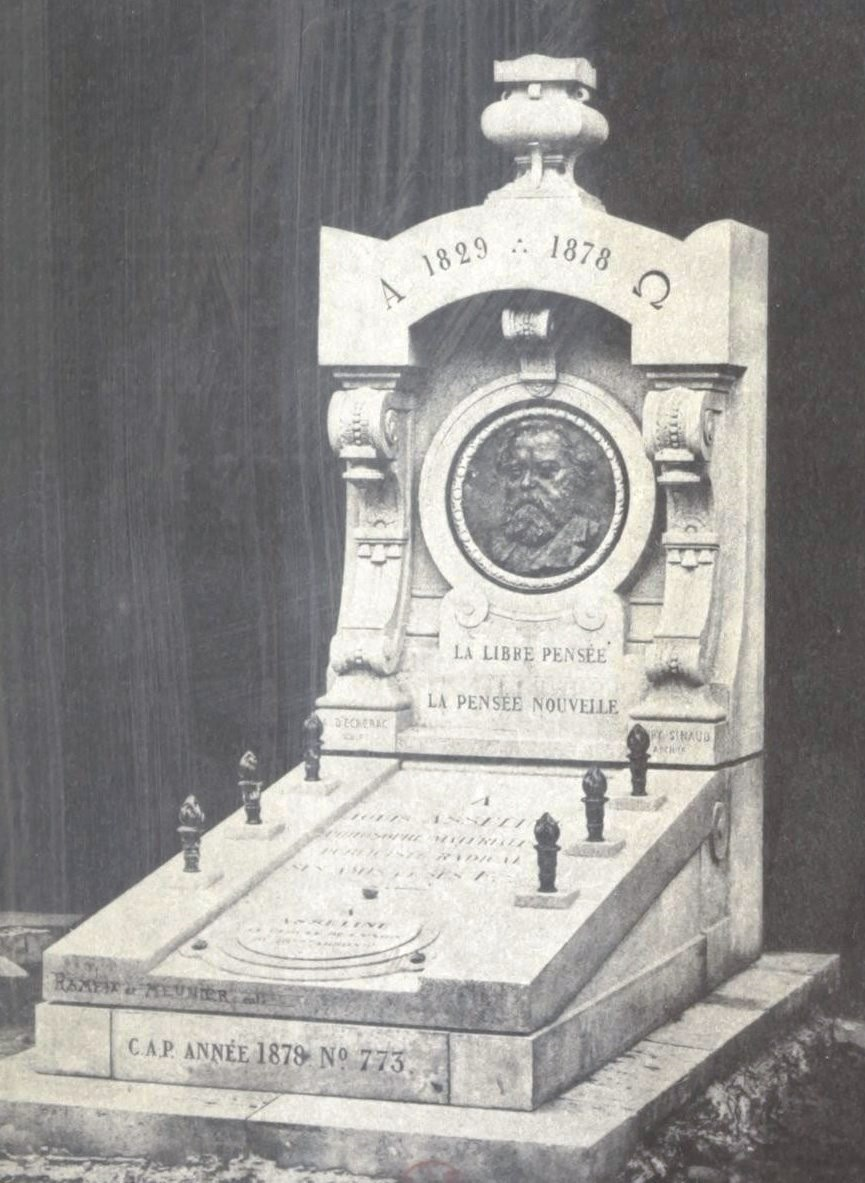
Monument funéraire de Louis Asseline au cimetière du Montparnasse.

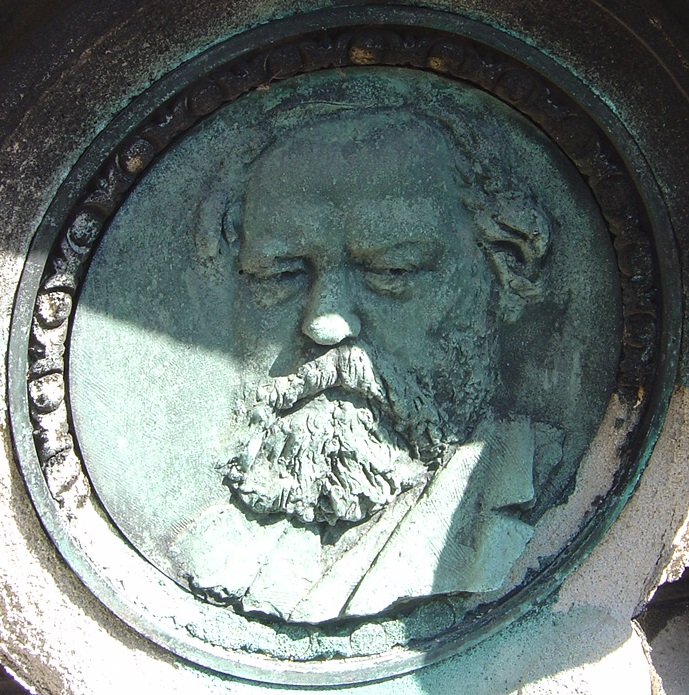
Médaillon de Louis Asseline par Arthur d'Échérac.

Le 20 octobre 1870, quelques semaines après la proclamation de la république, un arrêté du maire de Paris nomme Asseline maire du 14e arrondissement de Paris en remplacement d’Élie Ducoudray. Il réussit assez bien à faire face aux conséquences du siège dans son arrondissement, où il organise le service des secours et des subsistances avec l'aide de Pierre Jannet. Il démissionne le 31 du même mois mais est reconduit à son mandat lors des élections municipales du 5 novembre suivant, contre son gré. Arrivé derrière Cassius Boyer avec cent voix d'écart au premier tour, il a bénéficié du retrait de la plupart des autres candidats, obtenant 4 007 voix sur 5 923 votants. Lors des élections du 8 février 1871 à l'Assemblée nationale, sa candidature réunit 65 821 voix mais il n'arrive qu'en 44e position alors que 43 sièges sont à pourvoir dans le département de la Seine. Quelques jours plus tard, le 17 février, Louis Asseline démissionne de ses fonctions municipales.
Après le soulèvement du 18 mars, Asseline est, comme beaucoup d'autres maires ou anciens maires d'arrondissement, débordé sur sa gauche par le mouvement insurrectionnel. Ainsi, lors des élections au conseil de la Commune, seules 118 voix se portent sur son nom, très loin derrière les trois élus de l'arrondissement (le premier d'entre eux, le révolutionnaire Alfred Billioray, ayant obtenu 6 100 voix). Ne voulant pas être en reste tout en se démarquant des éléments les plus extrémistes de la Commune, Asseline et plusieurs de ses amis libres-penseurs et radicaux (dont Coudereau, Letourneau, Lefèvre, Onimus et Yves Guyot) se réunissent en un comité d'« équilibre républicain » assez proche du positionnement de la Ligue d'union républicaine des droits de Paris (LUR). Moins important que cette dernière, le comité auquel appartient Asseline publie le 4 avril un manifeste affirmant quatre idées : la République démocratique et laïque, l'autonomie des communes librement élues, la fédération de ces dernières, ainsi que l'« équilibre républicain », c'est-à-dire l'accord entre les révolutionnaires et les républicains plus réformistes. Cette déclaration ne sera cependant suivie d'aucune démarche concrète.
Quelques semaines après la Semaine sanglante, Asseline figure sur la liste républicaine radicale pour les élections législatives partielles du 2 juillet 1871 mais il n'est pas élu, les monarchistes et républicains modérés de l'Union parisienne de la presse (UP) ayant réussi à remporter 16 des 21 sièges de la Seine. Trois semaines plus tard, il brigue un siège de conseiller municipal dans le quartier du Petit-Montrouge à l'occasion des élections de juillet. Soutenu par la LUR, il est battu au second tour par le candidat de l'UP, Victor-Joseph Gavrel, qui avait été maire du 14e arrondissement sous le Second Empire.
Il lui faut donc attendre le renouvellement suivant, le 29 novembre 1874, pour être élu (par 607 voix sur 788 votants) conseiller municipal dans le quartier de la Santé après avoir battu le sortant modéré, Achille Baudouin. Il siège à gauche, avec les radicaux. Membre des commissions de l'assistance publique et des écoles, il préside cette dernière après la mort d'Alexandre Massol (1875). S'étant heurté à la question de la laïcisation des écoles, il démissionne de cette présidence et entre à la commission des travaux. Également conseiller général, Asseline fait voter en décembre 1876 un vœu en faveur de l'amnistie des communards.
En 1876, il tente une dernière fois de se présenter aux élections législatives dans son arrondissement mais, le 5 mars, il est battu au second tour par le gambettiste Germain Casse. Bien qu'élu vice-président du conseil municipal le 4 juillet suivant, Asseline décide de ne pas se représenter aux élections municipales du 6 janvier 1878 et de se consacrer à ses travaux littéraires.
Après avoir été brièvement rédacteur en chef au Peuple souverain de Valentin Simond en février 1872 et collaboré au Radical de Jules Mottu, Asseline est pendant quelques mois (1875-1876) le rédacteur en chef et le directeur du Musée universel, un périodique illustré. De 1875 jusqu'à sa mort, il est l'un des rédacteurs du Rappel d'Auguste Vacquerie. Avec plusieurs amis, il lance chez l’éditeur Reinwald une « Bibliothèque des sciences contemporaines », pour laquelle il prépare une Géographie commerciale et économique. Il est membre de la Société des gens de lettres.
Atteint d'une dégénérescence graisseuse du cœur, Louis Asseline meurt brutalement d'une crise cardiaque le 6 avril 1878, à 20 h, en son domicile du 45 de la rue Sainte-Anne auprès de sa femme Juliette-Jeanne-Catherine, née Coquelin. Auguste Vacquerie écrit alors à propos d'Asseline : « La libre-pensée perd en lui un philosophe, le journalisme un polémiste, l'histoire un écrivain, la République un combattant. »
Un jour après l'autopsie et le prélèvement du cerveau pratiqués par Broca (Asseline était membre de la Société d'anthropologie de Paris et de la Société d'autopsie mutuelle), l'enterrement civil a lieu le 9 avril au cimetière du Montparnasse, où des discours sont prononcés par Henri Thulié, Ernest Lefèvre, Ernest Hamel, André Lefèvre et par le vénérable de la « Loge des amis de la Tolérance », loge maçonnique dans laquelle Asseline avait été reçu en mai précédent.
Sa tombe, érigée par l'architecte Henry Sinaud dans la 6e division du cimetière, est inaugurée le 31 octobre 1880. Elle est surmontée des trois points maçonniques et d'un médaillon en bronze sculpté par Arthur d'Echérac. Ses inscriptions énumèrent les titres des deux journaux lancés par Asseline en 1866-1867 ainsi que ses qualités de « philosophe matérialiste » et de « publiciste radical ».
En 1904, son nom a été donné à une voie du 14e arrondissement, la rue Asseline (précédemment rue Sainte-Alice).

## Œuvres
- Diderot et le XIXe siècle, Paris, L. Marpon, 1866, in-8o.
- Sous les Sapins, Sandoz, 1869.
- Les Nouveaux saints, Marie Alacoque et le Sacré-Cœur, Paris, Sagnier, 1873, in-12.
- Sa Majesté le maire, Paris, Librairie du suffrage universel, 1875, in-16.
- Histoire d'Autriche, depuis la mort de Marie-Thérèse jusqu'à nos jours, Paris, Germer Baillière, 1877, in-8o.
- Denis Diderot, Chefs-d'œuvre de Diderot (préface, notices, notes et variantes par Louis Asseline et André Lefèvre), 4 volumes, Paris, Lemerre, 1879-1880.